# Czifra Krisztina
Czifra Krisztina (Budapest, 1968. május 11. –) magyar színésznő. 

## Életpályája
1988-1992 között a Színház- és Filmművészeti Főiskola hallgatója volt. 1992-2001 között több vidéki színházban szerepelt (Szeged, Szolnok, Győr). 2001-től szabadúszó, sokat szinkronizál.

## Filmes és televíziós szerepei
- Hacktion: Újratöltve (2012) ...Kata édesanyja
- Társas játék (2013)
- A színésznő (2018) ...Rózsi néni
- Tóth János (2018) ...Kamilla
- Mintaapák (2020) ...Ügyvédnő
- Post mortem (2020) ...Halott lány édesanyja
- Így vagy tökéletes (2021) ...Könyvesbolti eladó
- Oltári történetek (2022) ...Ferenc anyja
- Brigi és Brúnó (2022) ...Vásárló
- Ki vagy te (2022) ...eladónő
- …a szomszéd tehene (2024) ...Béla munkatársa
- A renitens (2025) ...Hanna